# Gornozavodszk (Permi határterület)
Gornozavodszk (oroszul: Горнозаводск) város Oroszország Permi határterületén, a Gornozavodszki járás székhelye.
Lakossága: 12 057 fő (a 2010. évi népszámláláskor).

## Fekvése
A Permi határterület keleti részén, Permtől északkeletre, a Szuhodol folyó mellett helyezkedik el. Vasútállomás (az állomás neve Pasija) a Perm–Csuszovoj–Nyizsnyij Tagil vasútvonalon. 

## Története
Az egyetlen nagy iparvállalatra alapított orosz városok egyike. A Középső-Urál nyugati lejtőjén, a vasútállomás közelében létesített nagy cementgyár mellett alakult ki. Ezt a vasútvonalat a 19. század végén építették ki; a kis Pasija állomást a közeli azonos nevű településről nevezték el, ahol a 18. század vége óta gyár – kezdetben vasolvasztó – működött. 
A települést 1947-ben alapították, 1950-ben Novaja Pasija néven munkástelepülésnek nyilvánították. Novaja Pasija (vagyis 'új Pasija') 1965-ben Gornozavodszk néven város és az akkor létrehozott Gornozavodszki járás székhelye lett. A cementmű 1955-ben kezdte meg a termelést és az Urál-vidék legnagyobb cementgyártója lett. 